# 吉德鎮區 (阿肯色州伊澤德縣)
吉德鎮區（英語：Gid Township）是位於美國阿肯色州伊澤德縣的一個行政鎮區。

## 地方資料
吉德鎮區的面積為53.85平方千米，當中陸地面積為53.85平方千米，而水域面積為0.00平方千米。根據2010年美國人口普查的數據，當地共有人口296人，而人口密度為每平方千米5.5人。